# Арчи Джемъл
Арчибалд „Арчи“ Джемъл (на английски: Archibald 'Archie' Gemmill) е бивш шотландски футболист, роден на 24 март 1947 г. в Пейзли.

## Кариера
Радва се на успешна кариера, през която става три пъти шампион на Англия и извежда националния отбор на Шотландия като капитан в 22 мача, но името му се свързва предимно с гола, който вкарва срещу Холандия на СП 1978. Тогава Шотландия се нужда от победа с три гола разлика и Джемъл вкарва за 3:1 в 68-ата минута, с което съживява надеждите на шотландците, но малко по-късно Холандия връща един гол, след като при удар на противников играч, топката рикошира в крака на Джемъл. Въпреки това, голът на Джемълв правилната врата става обект на песен, танц и два пъти се споменава във филма Трейнспотинг.
Джемъл започва кариерата си в Сейнт Мирън от родния си град, но редица контузии му пречат да играе редовно. Докато играе в английския Престън Норт Енд той хваща окото на Питър Тейлър, помощник-треньорът на Брайън Клъф в Дарби Каунти. Джемъл обмисля трансфер в Евертън, но Клъф вижда в него играч, който умее да подава и да гради атаката на отбора и затова лично посещава къщата на Джемъл, за да му направи предложение да премине в Дарби. Джемъл отказва да отиде в отбор, който никога не е печелил шампионската титла, но Клъф не се предава лесно и заявява, че ще спи в колата си пред къщата, докато Джемъл не даде съгласието си. В крайна сметка съпругата на Джемъл кани Клъф да пренощува в къщата, а на другата сутрин по време на закуската Клъф успява да постигне целта си.
С Овните Джемъл става два пъти шампион на Англия, през 1972 и 1975 г., като вторият път вече е капитан на отбора на мястото на контузения Рой Макфарланд. След като поема Нотингам Форест, Клъф взима при себе си трима от основните играчи на Дарби – Джемъл, Джон О'Хеър и Джон Макгавърн. През 1978 г. Джемън допринася за спечелването на първенството, но изненадващо е оставен извън състава за финала за КЕШ година по-късно. Това води до разрив в отношенията с Клъф и Джемъл преминава в Бирмингам Сити. След кратък престой в САЩ и Уигън Атлетик, Джемъл се завръща в Дарби Каунти като играещ помощник-треньор на Питър Тейлър. През 1984 г. прекратява активната си кариера и става помощник на Клъф в Нотингам. През 90-те години на 20 век Джемъл води Родъръм Юнайтед в продължине на два сезона, а е треньор на националния отбор на Шотландия до 19 г., с който става вицешампион на европейското първенство през 2006 г.

## Успехи
Дарби Каунти
- Първа английска дивизия:
  - Шампион: 1972, 1975
- Купа на европейските шампиони:
  - Полуфиналист: 1973
- Тексако Къп:
  - Носител: 1972

 Нотингам Форест
- Първа английска дивизия:
  - Шампион: 1978
  - Вицешампион: 1979
- Купа на лигата:
  - Носител: 1978, 1979
- Чарити Шийлд:
  - Носител: 1978
- Купа на европейските шампиони:
  - Носител: 1979